# Soley
Pour les articles homonymes, voir Soley (homonymie).
Soley (prononcé Soleil) est le troisième album du groupe de musique québécois Dobacaracol.
Sorti en 2004, ses sonorités sont d'origines variées comme à l'habitude du groupe. Les textes sont en français, anglais, balafon. Les artistes ont déclaré sur France Inter[réf. nécessaire] que certains textes sont plus étudiés et créés pour une écoute phonétique - pour un disque - autant sur la forme que le fond, tous deux diversifiés.

## Titres
| No  | Titre           | Durée |
| --- | --------------- | ----- |
| 1.  | Baiser salé     | 3:31  |
| 2.  | Étrange         | 3:34  |
| 3.  | Anda            | 4:23  |
| 4.  | Droit devant    | 3:29  |
| 5.  | Fièvre          | 3:32  |
| 6.  | Maca Ë          | 3:28  |
| 7.  | Pris de vertige | 3:24  |
| 8.  | Nakilé          | 4:44  |
| 9.  | Brume           | 3:28  |
| 10. | Rouge           | 2:50  |
| 11. | Amazone         | 2:26  |
| 12. | Love            | 15:23 |